# トランジスタ時計
トランジスタ時計（トランジスタとけい、transistor clock）とは、トランジスタの発振回路の電磁石によって振り子やテンプを動かす無接点式の時計である。
トランジスタクロックとも呼ばれる。

## 概説
トランジスタを用いた発振回路を使い、電磁石によって時計の振り子やテンプを動かす方式の時計。
動力は電気で、主に電池、交流電源が使われている。
電磁石を使い時計の振り子やテンプを動かしているので無接点式となっている。
電磁石の磁力を受けるためにテンプや振り子には永久磁石がついている。また、振り子自身が電磁石になっているものもある。
1960年から1980年代にかけて普及したが、1970年代にクォーツ時計が手に入りやすい価格になってから市場からどんどん消えていった。

## 形式
トランジスタクロックは主にテンプ式と振り子式に分けられる。

### テンプ式
通常サイズの掛時計型、置き時計、目覚まし時計型はテンプ式のものが多い。
様々なメーカーが製造していた方式。
テンプを式のトランジスタ時計がこの方式に当たる。
電磁石は切り替えるごとに電磁石の磁極が切り替わる方式であった。
RHYTHMはCITIZEN名義で販売していた製品も多かった。(ファーストメカは全てRHYTHM製で、表記がなくてもRHYTHM製のことがある。)
CITIZENも自社でトランジスタクロックを製造しており、RHYTHM製とCITIZEN製を表向きの外見だけで判断するのは困難である。
SEIKOはソノーラなどの振り子式トランジスタクロックを多く製造していたが、ホームトーンやその他テンプ式トランジスタクロックなども多く製造していた。
NATIONAL(Panasonic)はメインで作っていたのは松下式振子トランジスタ時計であったが、少量ではあるが、テンプ式トランジスタクロックも製造していた。
KOSEISHA(光星舎)はアトー式振子トランジスタクロックに類似したバッテリークロック(トランジスタクロックではない。)を製造していたが、後に少量ではあるが、にテンプ式トランジスタクロックを製造していた。
AICHI(愛知時計)は振子式バッテリークロックとしてアイクロン(モーター式時計)を製造していたが、後ににテンプ式トランジスタクロックを製造していたが、その後すぐクォーツ時計を製造し始めたため、製造数は少ない。
テンプ式にはアナログ時計だけでなく、パタパタ時計にも利用されることがあった。

### 振り子式
振り子式の中でも大きくアトー式と松下式に分けられる。

#### アトー式
主にセイコーが作っていた方式。
コイルが2つある振り子式トランジスタ時計がこの方式に当たる
電磁石は切り替えるごとに左右の磁極が入れ替わる方式であった。
ナショナル(現パナソニック)も少数ではあるが製造していた。
セイコーのラジオ修正式電波時計としてテンプ式トランジスタクロックであるTTR-902が紹介されるとこが多いが、NTR-901というアトー式振子トランジスタクロックのモデルが存在し、型番から推測するにこちらの方が、古いと思われる。
時報付きのモデルをセイコーソノーラといい秒針付き時報無しモデルは並トランジスタと言うため、この2つは駆動方式は同じだが、全く違う製品である。

#### 松下式
主にナショナル(現パナソニック)が作っていた方式。
コイル1つある振り子式トランジスタ時計がこの方式に当たる
電磁石は切り替えるごとに電磁石の磁極が切り替わる方式であった。
KOSEISHA(光星舎)が類似する時計を製造していたが、KOSEISHA(光星舎)の物は振り子とスイッチを用いて電磁石を操作する「疑似トランジスタ」であり、トランジスタは使用していなかったため、トランジスタ時計ではないとされる。
そのためこの類似する時計をバッテリークロックと呼ぶ。(一部の時計に記載あり。)

## 主なメーカー
- SEIKO(精工舎)
- CITIZEN
- RHYTHM
- NATIONAL(Panasonic)
- KOSEISHA(光星舎)(主に設備時計やバッテリークロックなどの電気を使った時計を製造していた東京の時計会社)
- AICHI(愛知時計)